# Тенис на Летњим олимпијским играма 1900 — жене појединачно
Такмичења у тенису на Олимпијским играма 1900. у Паризу у Француској одржана су у периоду од 6. јула до 11. јула. Први пут су у такмичење укључене и жене. У дисциплини жене појединачно учествовало је 6 такмичарки из 4 земље.
Поражени у полуфиналу нису играли за треће место него су додељене по две бронзане медаље.

## Земље учеснице
- Бохемија {1}
- Француска (2)
- Уједињено Краљевство (1)
- САД (2)

## Четвртфинале
| 1 играчица                        | Резултат | 2 играчица         |
| --------------------------------- | -------- | ------------------ |
| Шарлот Купер Уједињено Краљевство | 6-2, 6-0 | Fourrier Француска |
| Мерион Џоунс САД                  |          | слободна           |
| Елен Прево Француска              | 6-0, 6-1 | Џорџина Џоунс САД  |
| Хедвига Розенбаумова Бохемија     |          | слободна           |

## Полуфинале
| 1 играчица                        | Резултат | 2 играчица                    |
| --------------------------------- | -------- | ----------------------------- |
| Шарлот Купер Уједињено Краљевство | 6-2 7-5  | Мерион Џоунс САД              |
| Елен Прево Француска              | 6-1, 6-1 | Хедвига Розенбаумова Бохемија |

## Финале
| 1 играчица                        | Резултат | 2 играчица           |
| --------------------------------- | -------- | -------------------- |
| Шарлот Купер Уједињено Краљевство | 6-1 6-4  | Елен Прево Француска |

## Коначан пласман
| Пласман | Такмичарка           | Држава               |
| ------- | -------------------- | -------------------- |
| 1.      | Шарлот Купер         | Уједињено Краљевство |
| 2.      | Елен Прево           | Француска            |
| 3.      | Мерион Џоунс         | САД                  |
| 3.      | Хедвига Розенбаумова | Бохемија             |
| 5.      | Fourrier             | Француска            |
| 5.      | Џорџина Џоунс        | САД                  |

## Биланс медаља
|   | Држава               | Злато | Сребро | Бронза | Укупно |
| - | -------------------- | ----- | ------ | ------ | ------ |
| 1 | Уједињено Краљевство | 1     | 0      | 0      | 1      |
| 2 | Француска            | 0     | 1      | 0      | 1      |
| 3 | САД                  | 0     | 0      | 1      | 1      |
| 3 | Бохемија.            | 0     | 0      | 1      | 1      |
|   | Укупно (4)           | 1     | 1      | 2      | 4      |